# Катеріна ван Гемессен
Катеріна ван Гемессен (нід. Caterina van Hemessen, 1528 — після 1587) — художниця з Фландрії XVI століття. Малювала релігійні картини і портрети.

## Художниця Катеріна ван Гемессен

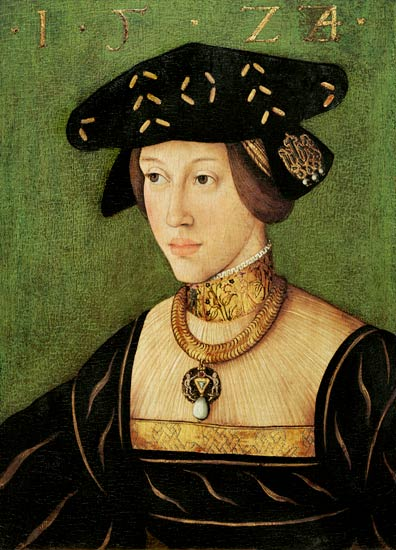
Марія Угорська, або Бургундська (1505—1558), покровителька художниці

Дочка художника Яна ван Гемессена. Художня манера батька була цілком в межах маньєризму, про що свідчать його релігійні образи (Каяття Святого Єроніма, 1543, музей Ермітаж, та ін.). Донька успадкувала талант батька і здебільшого малювала жіночі і чоловічі портрети та декілька автопортретів. Аби мати право на фах художника, Катарина була записана до гільдії Святого Луки і мала трьох учнів чоловіків, що було звичною практикою тих часів. Портрети Катерини ван Гемессен мають дати і підписи художниці, що підтверджувало їх оригінальність. Серед її релігійних картин — «Христос і Свята Вероніка», «Втеча Св. Родини в Єгипет» і «Відпочинок св. Сімейства на шляху до Єгипту».
Катерина мала славу і її покровителем і меценатом стала Марія Бургундська, сестра імператора Карла V. У 1554 році з художницею узяв шлюб органіст Антверпенського катедрального собору Хретіан де Морьєн. У 1556 році художниця разом з двором Марії Бургундської виїхала в Іспанію. У 1558 р. патронесса художниці померла, але художниця отримала пенсію і разом з чоловіком повернулась на батьківщину у Фландрію.
Художницю згадував Франческо Гвіччардіні (дипломат папи римського) в своїй книзі «Опис Нідерландів», надрукованій у 1567 році.

## Галерея портретів

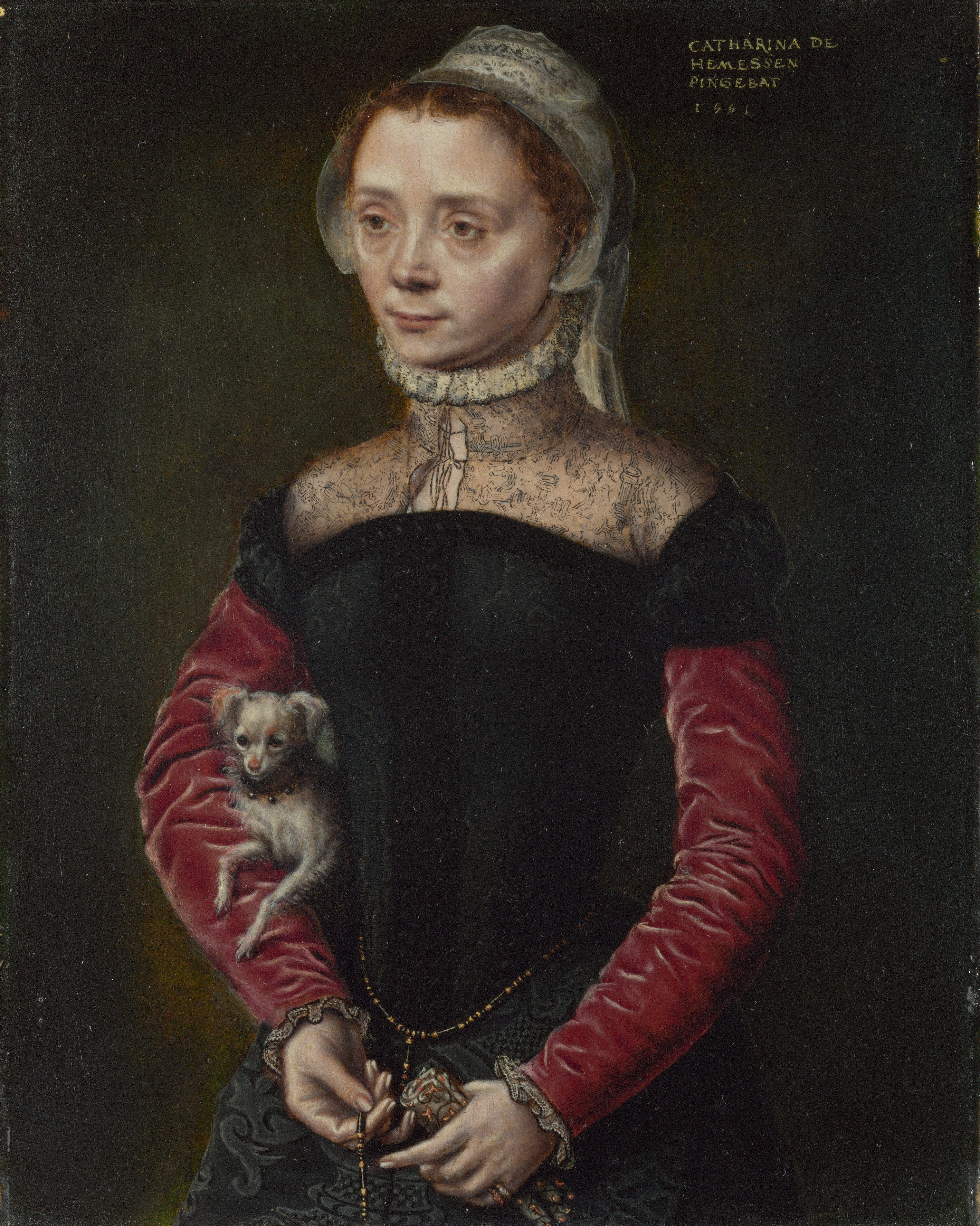
«Невідома пані з песиком», 1551, Національна галерея, Лондон
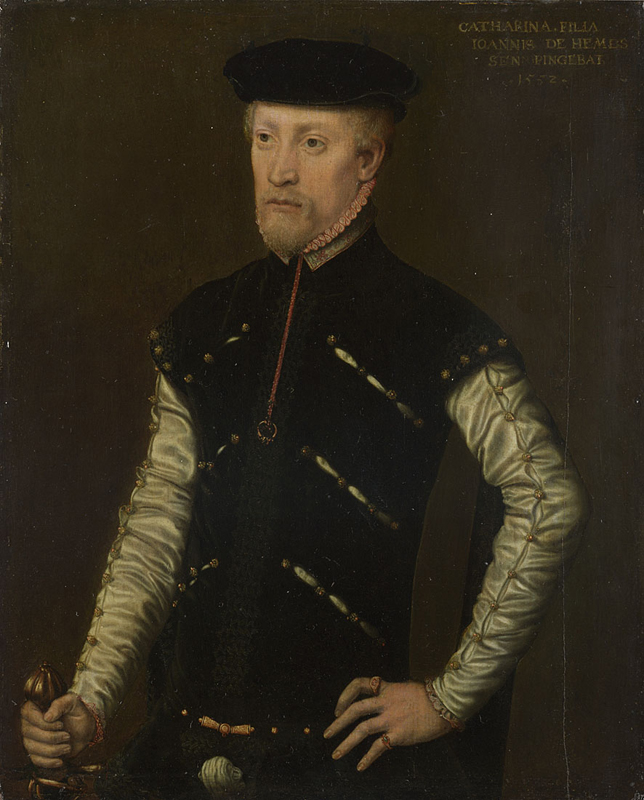
«Портрет невідомого з мечем»
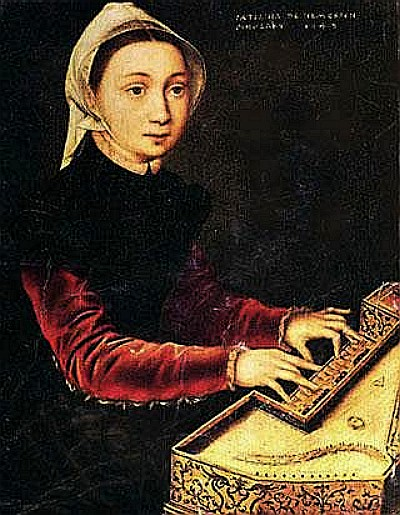
«Невідома панночка грає на вірджинелі», 1548

## Вибрані твори

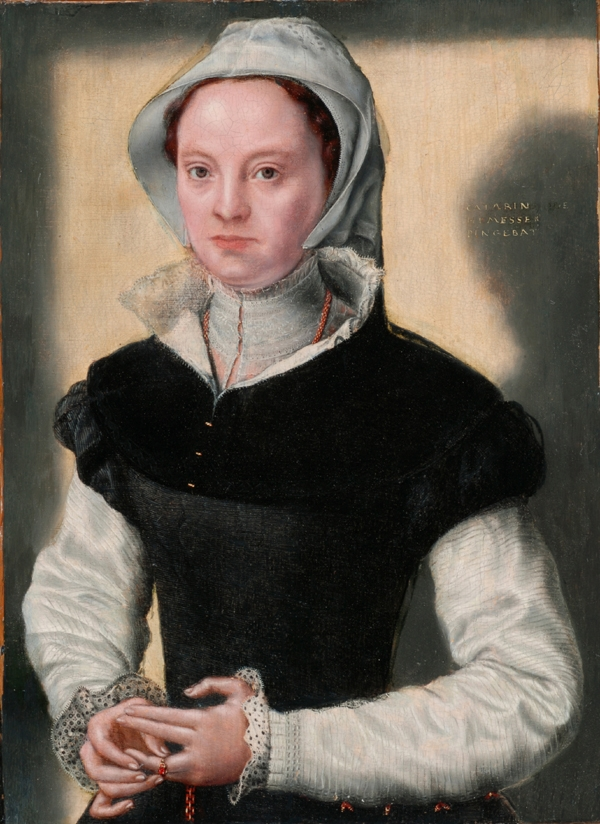
«Пані в сукні по моді Фландрії 16 століття», Bowes Museum, Британія

- «Жіночий портрет», Музей Фріцвільямс, Кембридж
- «Автопортрет», 1548, Ермітаж, Санкт-Петербург
- «Автопортрет», 1548, Державний музей, Амстердам
- «Автопортрет», 1548, Художній музей, Базель
- «Невідома пані з песиком», 1551, Національна галерея, Лондон
- «Портрет невідомого пана», 1552, Національна галерея, Лондон
- «Марія Угорська, або Бургундська», до 1558.
- «Невідома пані з вірджинелом»